# Зубарев, Иван Васильевич
Иван Васильевич Зубарев (1730, Тобольск — 22 ноября 1757, Санкт-Петербург) — авантюрист XVIII века и возможно тайный агент, замешанный в заговоре, имевшем целью возвращение на престол малолетнего императора Иоанна Антоновича.

## Биография
Ранняя биография Зубарева представляется темной, однако известно, что он происходил из довольно богатых тобольских посадских людей (купцов-старообрядцев), родился в 1730 году и ранние годы провел в Сибири. 

### Семья
Первым из упоминающихся в источниках Зубаревых стал Лука Андреевич по прозванию Медводков, выходец из Устюга Великого, который обосновался в Сибири в 1670-1680-х годах. Его потомок Иван Петрович — основатель деревни Зубарева (в Тюменском районе). Его дети Василий Павлович и Петр Павлович Зубаревы в 1730-х в числе «крепких» посадских людей Тюмени, пользовались поддержкой местных властей, занимались торговлей, откупами, подрядами. 
Отец Ивана Васильевича Зубарева, Василий Петрович в 1743 г. был бургомистром в Тюменской ратуше, стал первостепенным купцом Тюмени; в середине 1740-х он вместе с семьей перебрался в Тобольск, где скупал землю и крепостных. Мать Зубарева происходила а из семьи известных тобольских купцов Корнильевых, и это родство, несомненно, помогло ее мужу не только нарастить капитал, но и обзавестись надежными связями в торговом мире. Крестным у Ивана Васильевича стал подполковник Дмитрий Угрюмов. Благоволил к Зубаревым и первый сибирский губернатор, князь М. П. Гагарин.
Сам Иван Васильевич был женат на дочери сибирского дворянина А.А. Карамышева. 

### Ранняя юность

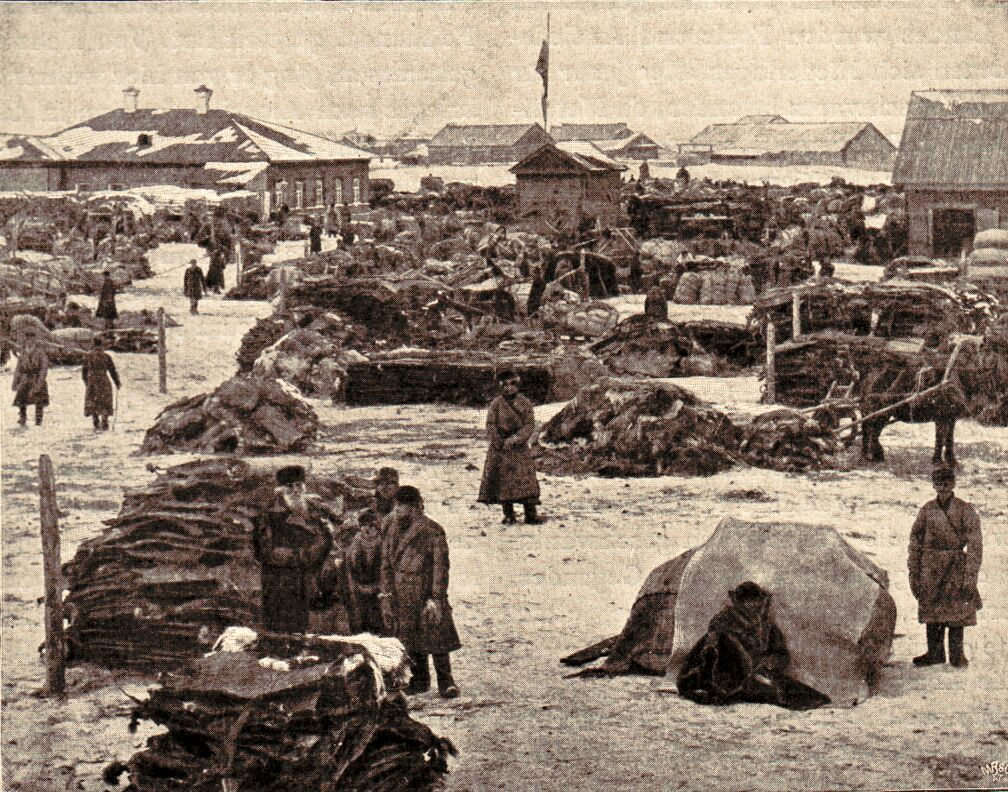
Ирбитская ярмарка, 1900 год.

Иван Зубарев получил образование, известно, что он был человек грамотный и, надо полагать, от природы одаренный живым умом и предприимчивым характером, при полном отсутствии нравственных устоев. В ранний период своей биографии Зубарев запомнился тем, что составлял различные жалобы на разные злоупотребления по питейным сборам в Тюмени и послания с изобличением сибирских купцов, таможенников и прочих, нечистых на руку людей. Эти доносы, впрочем, местные власти считали ложными. В 1750 года на Ирбитской ярмарке Зубарев взял на себя роль частного детектива и пытался выявить, сколько хранится на складах «не явленных и от пошлин утаенных товаров». Но таможенники упекли новоявленного следователя в Тобольскую тюрьму, откуда того вызволили родственники.

### Серебряные прииски и подношение императрице

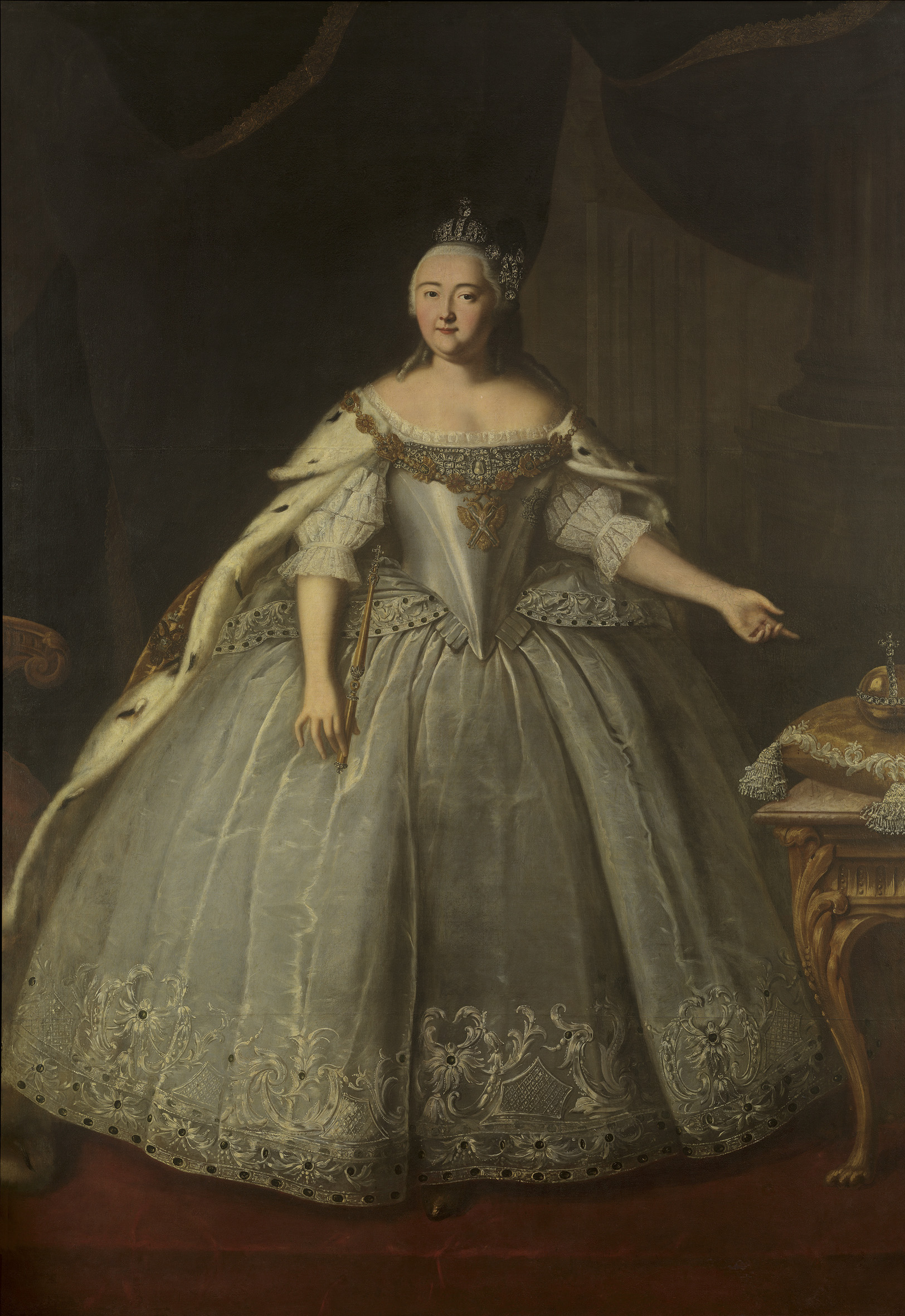
Портрет Елизаветы Петровны. Художник Иван Вишняков (1743).

Ещё двадцатилетним юношей он успел заявить себя в Сибири, как искатель серебряных приисков: так как в Тобольске его доношения не были уважены, то он убедил губернатора А. М. Сухарева отправить его в Исетскую провинцию (Оренбургской губернии) для отыскания серебряных руд в так называемых Старочуцких копях. Здесь он набрал несколько проб руды и песку, содержащих в себе, по его заявлению, серебро и золото, и, не возвращаясь в Тобольск, непосредственно отправился в столицу, где 26 ноября 1751 года, у подъезда Зимнего дворца и подал доношение о своем открытии самой императрице Елизавете Петровне.

### Арест, расследование и побег

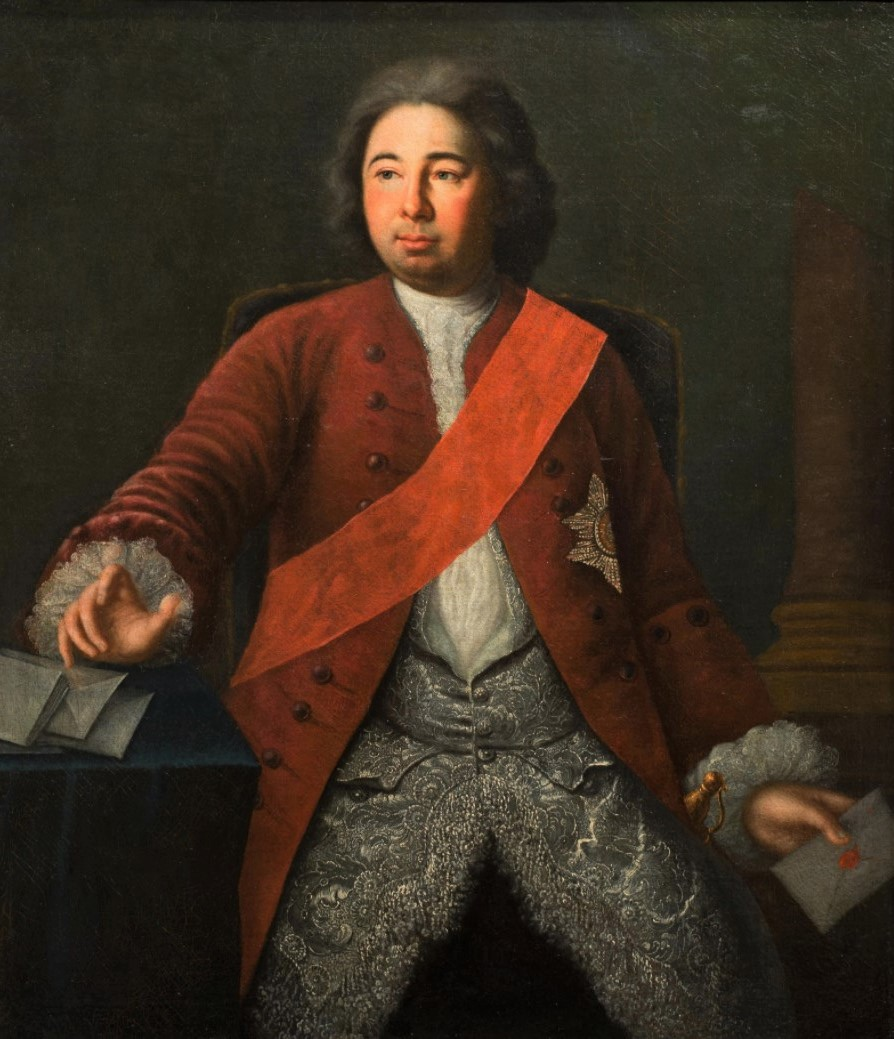
Портрет барона И. А. Черкасова до 1757 г.

Податель доношения был отдан под караул, а дело о нем стало производиться в императорском Кабинете у барона Черкасова. Представленные Зубаревым образцы руд были рассмотрены в Петербургской академии наук, в Монетной канцелярии и в московской берг-коллегии, но результаты рассмотрения получились различные. Михаил Васильевич Ломоносов, которому академическая канцелярия поручила произвести требуемое испытание, в феврале 1752 года донес, что все образцы руд содержат в себе признаки серебра (с расчетом от 2 до 7½ золотников на пуд); между тем берг-коллегия и Монетная канцелярия в тех же образчиках Зубарева ни золота, ни серебра вовсе не нашли. Вызванный для дачи объяснений по этому поводу в Кабинет, Михайло Ломоносов признал свою ошибку и заявил, что во время проб руды Зубарева неоднократно приходил к нему в лабораторию, иногда и в его отсутствие. Ввиду этого Кабинет пришел к заключению, «что при пробе в лаборатории Академии Наук Зубарев такое ж воровство учинил, как в Сибири, что показалось серебро, чего не бывало, и то знать можно по примеру прежде таких воров бывших, что неосторожностью пробовщика (ежели воровски не подкупил оного) приближась к месту, где горшок с рудою в огне стоит, и тертого серебра, смешав с золою или другим чем, в горшок бросил, почему и оказывался в пробе выход серебра».

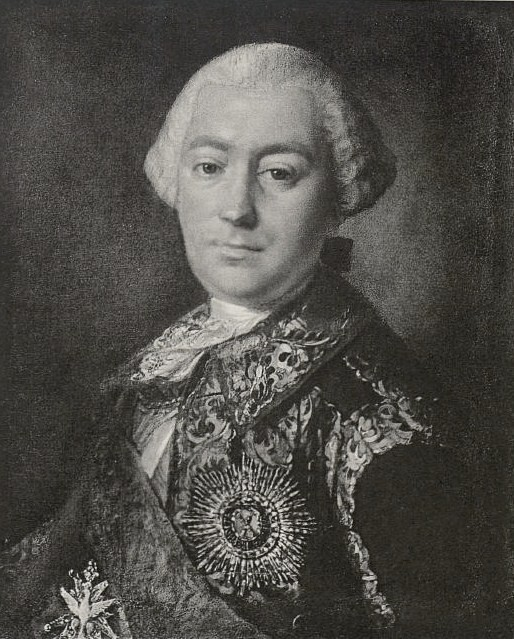
Портрет графа А. И. Шувалова (1750-е.)

Признав «затейный и воровской умысел» Зубарева доказанным, Кабинет отослал его в крепость, где он сказал за собою «слово и дело», почему в июле 1752 года и был передан в Тайную канцелярию. Рассчитывая, очевидно, произвести впечатление, Зубарев на первом допросе в Тайной канцелярии заявил, что даст свои показания только самой императрице, но когда ему ответили, что его будут «разыскивать», несмотря ни на что, он согласился отвечать начальнику Тайной канцелярии графу А. И. Шувалову. Зубарев рассказал ему о своих поисках серебра в Сибири и доносах на злоупотребления местного купечества и особенно обстоятельно описал, как зимою 1751 года, при посредстве майора лейб-гвардии Московского батальона Федора Шарыгина, представлен был наследнику престола, великому князю Петру Фёдоровичу, якобы заинтересовавшемуся его открытиями. Однако уже через четыре дня после первоначального допроса Зубарев сам заявил в Тайной канцелярии, что все эти показания он сделал «вымысля собою». Майор Шарыгин также подтвердил, что никогда не представлял Зубарева великому князю. Тогда в поисках истины Зубарева стали спрашивать «с пристрастием», и он сознался, что имел намерение или вступить в военную службу, или получить привилегию на устройство заводов, чтобы таким путем оставить за собою во владение купленную отцом его на чужое имя деревню с крестьянами. Розыск по этому делу продолжался около двух лет, и в 1754 году Зубарева отослали в Сыскной приказ, откуда ранней осенью того же года ему удалось бежать. 

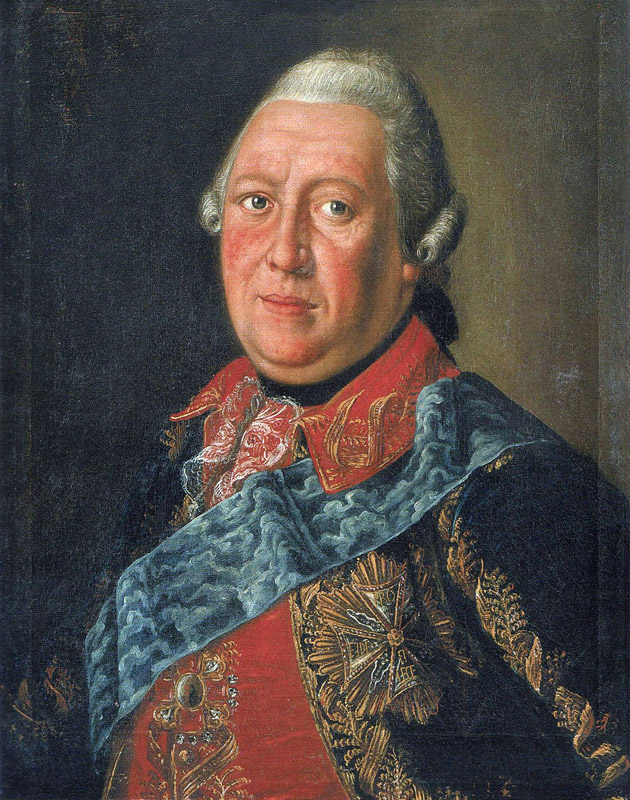
Портрет графа И. С. Гендрикова кисти О. П. Антропова (1768 г.)

Неизвестно какими путями судьба свела его с графом И. С. Гендриковым, родным племянником Екатерины I, но именно там Зубарев познакомился с сержантом Замараевым, который вывез его из Москвы. Вместе они добрались до украинского города Глухова, а оттуда Иван отправился к западным рубежам империи и попал в селения раскольников на границе с Польшей, перебрался через границу в Пруссию. 

### Новый арест и обвинения в шпионаже

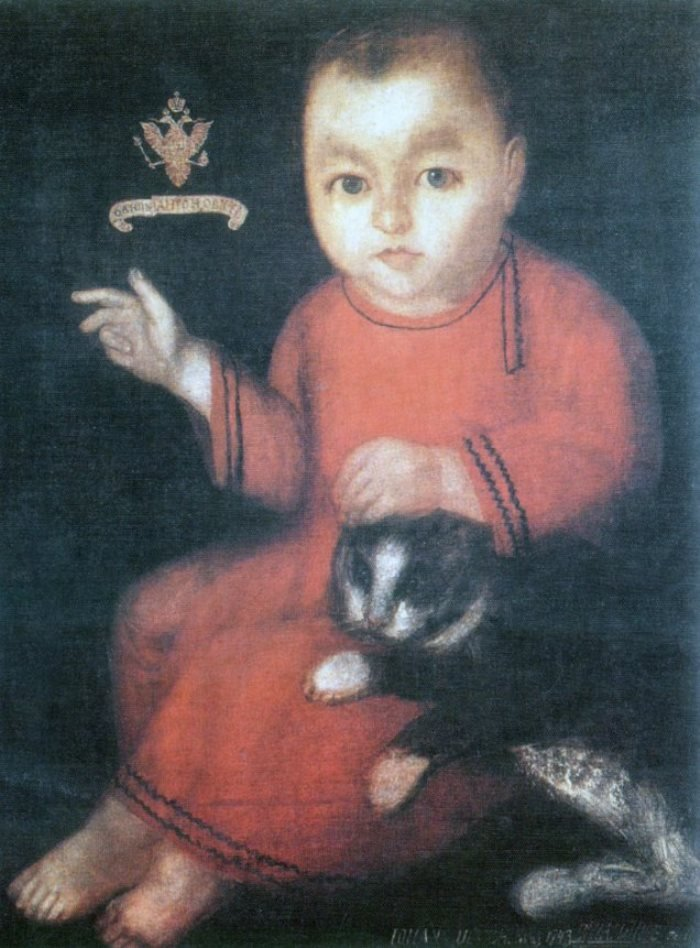
Иоанн Антонович в детстве (1740-е)

Однако менее чем через год Зубарев вновь был задержан, на этот раз по обвинению в конокрадстве. Из раскольнической Климовой слободы, где он был пойман вместе с пятью другими русскими беглецами, его доставили в Киевскую губернскую канцелярию, и здесь выяснилось, что задержанный Зубарев не кто иной, как «приезжий из Пруссии шпион», именовавший себя Иваном Васильевым, о котором еще в июле 1755 года доносил на пограничном между Россией и Польшей Злынском форпосте беглый дворовый человек помещика Загряжского, Василий Ларионов. По словам последнего, Зубарев поднимал раскольников против правительства, обнадеживал их заступничеством прусского короля и уговаривал их помочь возведению на престол Иоанна Антоновича, для которого и корабли уже «в пристойном месте изготовлены».
Доставленный вновь в канцелярию тайных розыскных дел, Иван Зубарев сначала думал отделаться решительным запирательством в том, что доносил на него Ларионов, но «по довольному увещанию» на допросе 17 января 1756 года повинился во всем и подробно рассказал о всех похождениях своих после побега осенью 1754 года.

### Рассказ о странствиях и «Зубаревское дело»

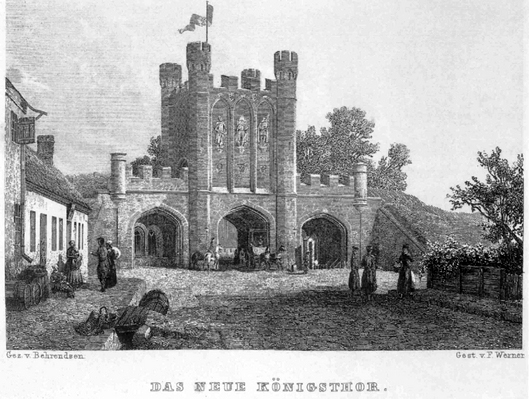
Королевские ворота в Кенигсберге

Бежав из Сыскного приказа, Зубарев, по его словам, пробрался в Малороссию к раскольникам, блуждал здесь по разным раскольническим слободам и пустыням и, не найдя прочного пристанища, ушел в Польшу, к раскольникам на Ветку; жил у них в работниках и «хаживал для прокормления» в Лаврентьев монастырь. В январе 1755 года он нанялся у русских беглых купцов в извозчики для отвоза товаров в «городок Королёвец» (Кенигсберг). Отсюда он намерен был проехать в Данциг и далее отправиться на Мальту, но по приезде в Королёвец, он изменил свой план. 
Неизвестный ему прусский офицер, случайно встретив его на бирже, стал уговаривать его поступить на военную службу. По сведениям, собранным Ларионовым в Гомеле, Зубарев сам отправился в ратушу и попросился в «жолнеры», причем говорил своим товарищам: «Буду де просить, чтоб меня повезли к самому прусскому королю: мне де до него, короля, есть нужда». Но Зубарев отрицал это показание Ларионова и утверждал, что отказывался от предложения, сделанного ему прусским офицером. Последний зазвал его в трактир, напоил медом и записал его адрес, а на следующее утро насильно препроводил Зубарева в ротную съезжую. Зубарев опять отказывался и от службы, и от мундира, и от денег. Тогда его повели к полковнику, потом в полковую канцелярию, отсюда — к фельдмаршалу Ливонту, у которого он встретил офицера, оказавшегося впоследствии королевским генерал-адъютантом фон Манштейном, некогда состоявшим на русской службе при Минихе. Манштейн продержал у себя Зубарева несколько дней, вновь уговаривал поступить в прусскую гвардию, обещая скорое производство в офицеры, и когда Зубарев наконец согласился, отвез его «под крепким присмотром» в Берлин. По дороге в каком-то городе Зубарев был представлен принцу Голштинскому. По приезде в Берлин они на следующий же день отправились в Потсдам, где к Манштейну явился родной дядюшка императора Иоанна Антоновича. Теперь только Манштейн открыл Зубареву свое имя и звание и, со своей стороны, потребовал, чтоб Зубарев назвал себя: он не верил в его купеческое происхождение и подозревал в нем лейб-компанца. Испугавшись пыток, которыми ему якобы пригрозил Манштейн, Зубарев назвался гренадером лейб-компании и сказал, что бежал из России, так как проигрался в карты. Удовольствовавшись этим признанием, Манштейн посвятил Зубарева во все подробности замысла вернуть на русский престол Иоанна Антоновича и разъяснил Зубареву его роль в этом деле. Зубарев должен был прежде всего отправиться к раскольникам и склонить их на сторону Пруссии, убедив выбрать из своей среды епископа, который, при содействии прусского короля, будет утвержден в своем сане патриархом. Подготовив в раскольничьей среде бунт в пользу Иоанна Антоновича, Зубарев должен был далее пробраться в Москву и с подложным паспортом поехать в Холмогоры к принцу брауншвейгскому Антону Ульриху, передать ему вместо писем две медали, по которым тот уже поймет, от кого и зачем прислан Зубарев, и подготовить принца и его сына Иоанна Антоновича к побегу за границу. Побег предполагалось организовать в Архангельске, куда весной намеревались послать для этой цели корабль под видом купеческого судна. Капитан, который должен был отправиться на этом судне и раньше уже побывал в Архангельске, также был представлен Зубареву, и последний хорошо запомнил его черты. В случае, если похищение принца удастся, предполагалось, что король прусский объявит войну России и насильно возведет Иоанна Антоновича на русский престол.

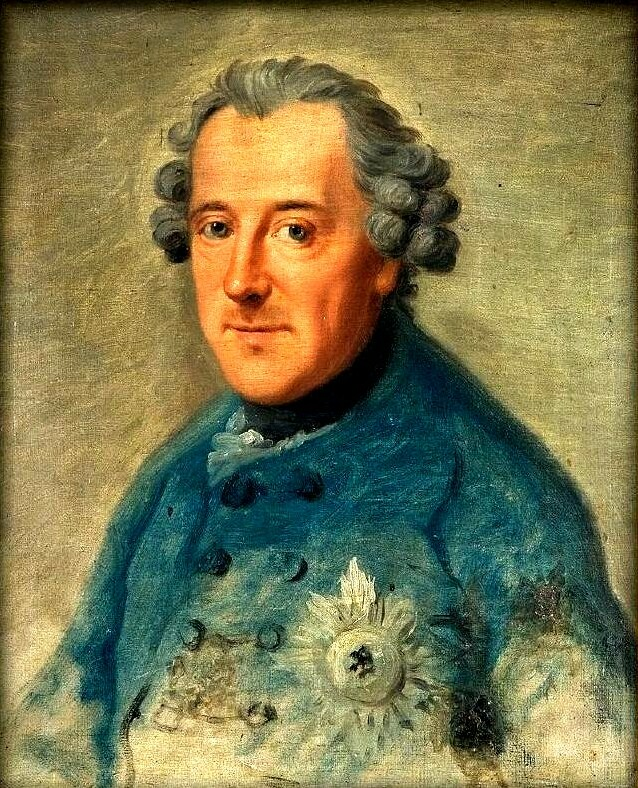
Фридрих II, 1763 г.

Иван Васильевич Зубарев взялся за исполнение изложенного плана. Вскоре он был представлен прусскому королю Фридриху II и произведён в полковники. Во дворце ему пожаловали офицерское форменное платье и 1000 червонных на дорогу; здесь же ему вручены были и упомянутые выше медали. Со своей стороны Зубарев пред иконой Богоматери поклялся в том, что будет верно служить прусскому королю. Несколько дней спустя, Манштейн стал торопить в путь своего гостя. В день отъезда на Зубарева опять одели нагольный полушубок; ему подали карету, и адъютант короля проводил его до польской границы. В Польше Зубарев назвался казацким полковником. В Варшаве он представлялся прусскому резиденту и затем беспрепятственно продолжал свой путь, пробираясь на Ветку. 
По дороге, близ Слуцка, его ограбили; у него отняли все золото, данное ему прусским королём, за исключением двух медалей, которые он для лучшей сохранности зашил в подошву сапога. Несмотря на эту неудачу, Зубарев по прибытии в раскольнические слободы усердно принялся за исполнение возложенной на него миссии. Он подавал раскольникам надежду на лучшую будущность, если они примкнут к прусскому королю, обещал им, что они будут иметь собственного епископа, увещевал молиться за царя Ивана Антоновича и старался подействовать на массу через попов и старцев. Дело Зубарева как будто налаживалось: «Добро-де, мы об этом подумаем» — отвечали ему везде. Дольше всего он подвизался в раскольническом Лаврентьевском монастыре у игумена Евстифея и старцев Макария и Стефана, которые перед его отъездом даже отслужили молебен. 
Продолжая намеченный путь, Зубарев перебрался уже в Малороссию, но здесь внезапно, по его словам, «пришел в раскаяние» и возымел намерение во всем повиниться. Однако поверить этому заявлению Зубарева не просто. Во-первых, как уже было сказано выше, он был задержан случайно по делу о краже лошадей (в чем, впрочем, виновным себя не признал); во-вторых, и после ареста, и даже в Тайной канцелярии он долго запирался и отрицал возводимые на него обвинения. Правда, на последующих допросах он изложил все дело максимально подробно, но возможно, что он сделал это в собственных интересах, надеясь чистосердечным признанием облегчить свою участь. Он назвал по именам много лиц, с которыми ему приходилось сталкиваться в России и за границей и которые сочувствовали задуманному перевороту, описал их наружность, семейное положение и место жительства; выдал их друзей, о которых знал понаслышке; подробно рассказал о жизни беглых раскольников за рубежом. Не мог он представить только медалей, которые даны ему были в Пруссии для передачи принцу Антону Ульриху: одну из них он «издержал за неимением денег», другую заложил еще в Польше сельскому войту Подстоило.
Показания Зубарева были представлены императрице Елизавете и имели следствием принятие мер для предупреждения государственного переворота. 22 января 1756 года был произведен последний допрос Зубарева, а 23 января того же года начальнику караула в Холмогорах Вындомскому послан был указ об отдаче сержанту Савину «большова сына Антона Ульриха» и об усилении надзора за прочими членами брауншвейгской семьи, «чтоб не учинили утечки». Иоанн Антонович перевезен был в Шлиссельбургскую крепость. После произведенного дознания Зубарев продолжал содержаться в тюрьме при Тайной канцелярии.

### Болезнь и смерть
В начале ноября 1757 года Иван Зубарев заболел; врач констатировал y него «febris maligina» (лихорадку). 9 ноября больной пожелал исповедаться и причаститься. Это ему разрешили, но со священника взяли подписку, что он не будет предлагать умирающему никаких вопросов о нем и его деле и спросит только, все ли тот правильно показал в своих прежних расспросах. Приобщить Зубарева «за превеликою рвотою» нельзя было, но на исповеди он подтвердил свои прежние показания.
Иван Васильевич Зубарев умер 22 ноября 1757 года в тюрьме, и священник церкви Преображения Господня, что в Колтовской, сообщил, что «тело арестанта Ивана им погребено».

## «Жизнь после смерти»
Донёсший на него Василий Ларионов сослан был «на неисходное житье под крепким присмотром» в один из монастырей Казанской епархии, и таким образом пресечен был всякий путь для огласки «Зубаревского дела». Однако, внимательно изучавшая дело Зубарева историк профессор М. М. Громыко обнаружила в фондах сибирских архивов несколько документов, относящихся ко времени уже после смерти Зубарева, в которых упоминается некий поручик Иван Васильевич Зубарев, проживающий неподалеку от Тюмени. Поручик характеризуется как задира и правдоискатель, заваливший официальные инстанции жалобами на различные злоупотребления, творившиеся в обширной Тобольской губернии. 
В пользу мнимой смерти тобольского авантюриста говорит и тот факт, что допросы Зубарева проводил лично начальник Тайной канцелярии А. И. Шувалов, и после первых его показаний Иоанна Антоновича переводят из Холмогор в Шлиссельбург, где он оставался до конца своей короткой жизни. Это подтверждает версию, что проникновение Ивана Зубарева в Пруссию на самом деле было продуманной операцией графа Бестужева. Эту версию, в частности, разделял известный историк С. М. Соловьев.

## Образ в литературе
Писатель Вячеслав Софронов вывел Ивана Зубарева главным героем исторического романа «Отрешенные люди»